# COPS4

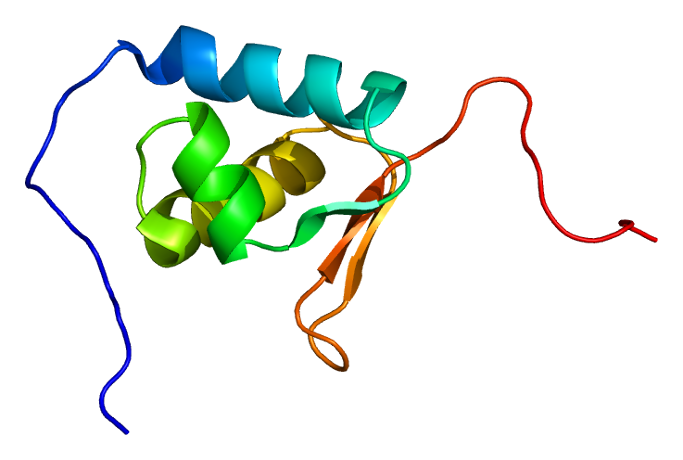
Proteína COPS4.

La subunidad 4 del complejo del signalosoma COP9 es una proteína que en humanos está codificada por el gen COPS4.
Este gen codifica una de las ocho subunidades que componen el signalosoma COP9, un complejo proteico altamente conservado que funciona como un importante regulador en múltiples vías de señalización. La estructura y función del signalosoma COP9 es similar a la de la partícula reguladora 19S del proteasoma 26S. Se ha demostrado que el signalosoma COP9 interactúa con las ligasas de ubiquitina E3 de tipo SCF y actúa como un regulador positivo de las ligasas de ubiquitina E3.